# 昆明柏
昆明柏（学名：Juniperus gaussenii）为柏科刺柏属下的一个种。

## 扩展阅读
- 維基物種上的相關：昆明柏